# Guilleuma de Rosers
Guillelma de Rosers (fl. 1235-1265) è stata una delle ultime trobairitz provenzali conosciute, attiva nella metà del XIII secolo.
Originaria di Rougiers, vive però a Genova per un lungo periodo, dove incontra Lanfranco Cigala, il quale scrive di lei in alcune canzoni. Queste e la vida di Lanfranco formano la fonte maggiore di informazioni riguardanti la sua vita. Lei è anche la destinataria —la flor de cortezia, il fiore di cortesia — di un'anonima canso, "Quan Proensa ac perduda proeza" (quando la Provenza aveva perduto prodezza), in cui lamenta la sua lunga permanenza a Genova.
L'unico componimento poetico sopravvissuto di Guillelmas è un partimen, "Na Guillelma, maint cavalier arratge", con Lanfranc, in cui lui le pone il suo dilemma:
Guillelma risponde l'autre fes ben ("l'altro fece bene") perché "l'uomo che mantiene la sua parola è tenuto / in più grande stima di colui i cui piani sono incostanti".